# Kreuzkirche (Kassel)
Die Kreuzkirche ist eine evangelische Kirche im Kasseler Stadtteil Vorderer Westen. Die ursprüngliche, 1906 eingeweihte Kirche wurde im Zweiten Weltkrieg völlig zerstört. Heute steht der 1959 eingeweihte Neubau der Kirche am selben Standort.

## Geschichte

### Bis zur Zerstörung im Jahr 1943

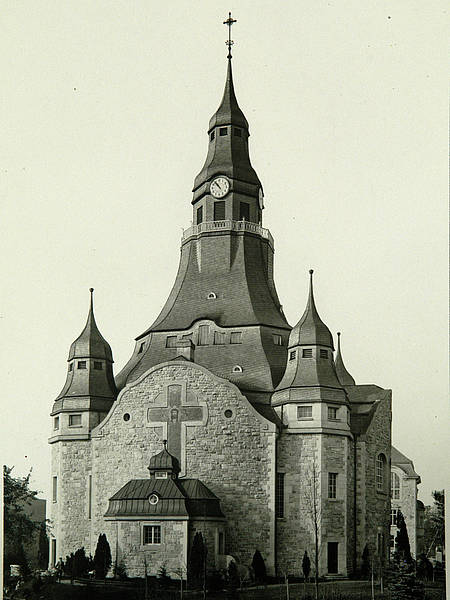
Kreuzkirche (1907)

Anfang des 20. Jahrhunderts wurde der Gemeindebereich der Oberneustädter Kirche, der heutigen Karlskirche, ausgeweitet. Dadurch wuchs die Mitgliederzahl so sehr, dass ein Kirchenneubau notwendig wurde: 1896 hatte die Oberneustädter Gemeinde 9000 Mitglieder, kurz vor der Einweihung der Kreuzkirche bereits 15.000. Die Gemeinde war in drei Bezirke aufgeteilt, die jeweils von einem Pfarrer betreut wurden.
Am 25. Februar 1902 beschloss der Kirchenvorstand schließlich einen Neubau. Dabei war sogar im Gespräch, die neue Kirche zusammen mit den Lutheranern zu errichten, die ebenfalls mit Neubauplänen im Kasseler Westen beschäftigt waren. Die geplante Bausumme von 350.000 Mark sollte durch das Konsistorium und die Landeskirche gedeckt werden. Eine Spendenaktion von Pfarrer Neumeister brachte weitere 25.000 Mark ein. Von der Stadt wurde ein Grundstück erworben, der sogenannte Murhard-Garten. Den ausgelobten Architektenwettbewerb konnten die Kasseler Architekten Anton Karst und Hans Fanghänel für sich entscheiden. Bei ihrem Entwurf handelte es sich um einen neubarocken Zentralbau über einem verkürzten griechischen Kreuz (mit Christuskopf) mit einem kuppelartigen Turm, dessen Kreuzzwickel von Treppentürmen ausgefüllt waren. Die Haube auf dem Kuppeldach der Kreuzkirche ähnelte der ihrer Mutterkirche, der Karlskirche. Während des Baus wurden verschiedene Änderungen am Entwurf durchgeführt und dadurch der Zentralbau deutlicher betont und die neubarocke Ornamentik stärker zugunsten des Jugendstils verändert. Der Zentralbau über dem griechischen Kreuz stand bewusst in der reformierten Bautradition von Johannes Otzen. Die Gestalt der Kirche lehnte durch ihre Bauform an die Dresdner Frauenkirche an, verstand sich aber nicht als barocker Neubau, sondern als etwas Neuartiges, da sie im Geiste des damals modernen Jugendstils entstand.

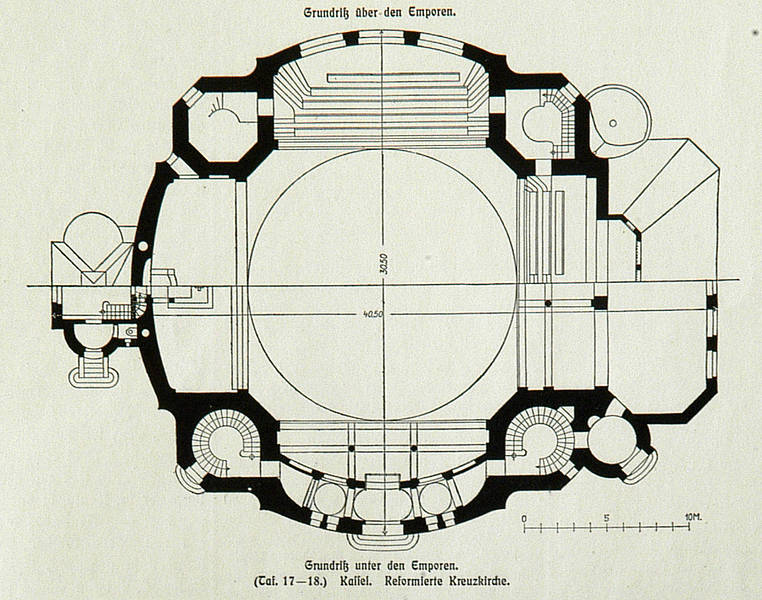
Grundriss der Kreuzkirche

Die Grundsteinlegung der Kreuzkirche erfolgte am 2. August 1904, das Kirchengebäude wurde nach einer mehr als zweijährigen Bauzeit am 7. November 1906 als zweites Gotteshaus der Oberneustädter Gemeinde eingeweiht. Die Fachzeitschrift Die Architektur des XX. Jahrhunderts urteilte 1907 über den Kirchenbau: „Modern und eigenartig in Grundrißanlage und Aufbau erweist sich das von den Architekten A. Karst und H. Fanghänel entworfene und ausgeführte Gebäude der reformierten Kreuzkirche in Kassel.“ Die kompletten Baukosten beliefen sich auf 290.000 Mark und weitere 60.000 Mark für den Bauplatz. Für die neue Kirche spendete die Unternehmer-Ehefrau Sophie Henschel eine Abendmahlskanne und 18 kleine Kelche. Die Turmuhr war ein Geschenk der Stadt Kassel, Kaiserin Auguste Viktoria stiftete eine prächtige Altarbibel.
Die Kirche bot über 1000 Besuchern Platz, davon 600 im Mittelbau, etwa 300 auf den drei Emporen und weitere 200 in den beiden angebauten Konfirmandensälen, die durch zusammenlegbare Türen in den Kirchenraum integriert werden konnten.
Bereits im Ersten Weltkrieg mussten die zwei größten der insgesamt drei Bronzeglocken für Rüstungszwecke abgegeben werden. Sie konnten aber schon im Jahr 1918 durch zwei neue ersetzt werden. Im Jahr 1933 wurde die Gemeinde als Kreuzkirchengemeinde selbstständig.
Während des Zweiten Weltkriegs fanden die Gottesdienste im Winter aus Mangel an Kohle in den beiden Konfirmandensälen statt, die zu einem großen Raum vereinigt werden konnten. Im Mai 1941 wurde das Gemeindeblatt eingestellt. Am 9. September 1941 beschädigte ein Bombentreffer die Kirche. Dabei zerbrachen alle Fenster und der Dachstuhl wurde verschoben. Die Schäden konnten jedoch zügig behoben werden. Am 16. Januar 1942 mussten dann erneut zwei der drei Glocken für Rüstungszwecke abgegeben werden, nur die kleine Glocke verblieb im Turm. Für die Gottesdienste wurden die Konfirmandensäle mit einer Empore versehen. Ein Luftangriff am 28. August 1942 zerstörte dieses Provisorium, es konnte aber so wieder hergerichtet werden, dass 300 Gemeindemitglieder einen Platz fanden.
Bei dem großen Luftangriff auf Kassel am 22. Oktober 1943, der einen großen Teil der Kasseler Innenstadt komplett zerstörte, wurde auch die Kreuzkirche sehr stark beschädigt. Die stählerne Dachkonstruktion stürzte in den Innenraum, die Mauern und die Gewölbe der Kreuzarme blieben aber erhalten.
Die Gottesdienste fanden von nun an in der nahegelegenen Friedenskirche statt.

### Neubau der Kirche

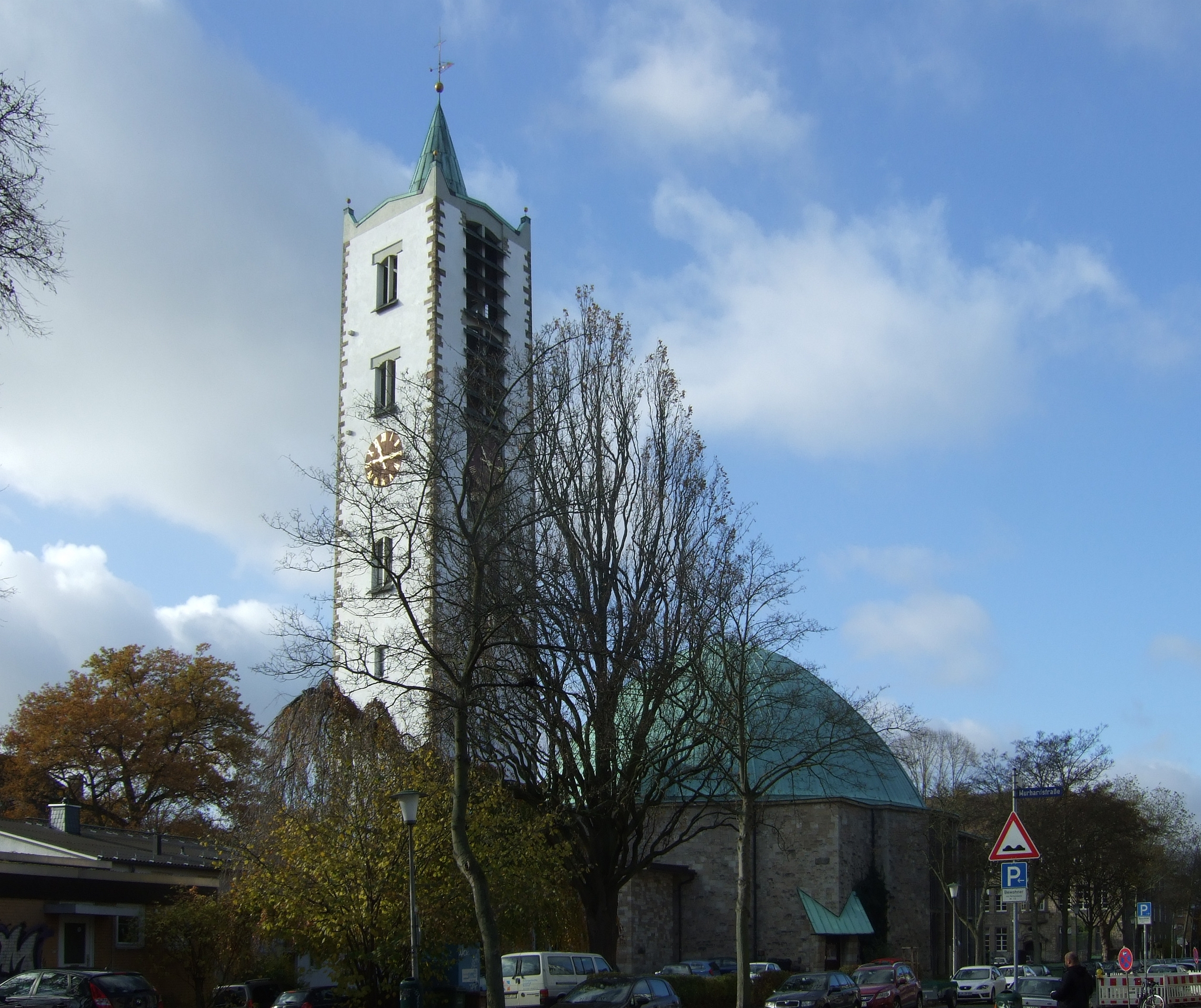
Neue Kreuzkirche (2013)

Nach dem Kriegsende fand die Gemeinde in verschiedenen Räumlichkeiten Unterschlupf, bis einer der beiden Konfirmandensäle soweit hergerichtet war, dass er wieder genutzt werden konnte.
Angesichts der noch erhaltenen Bausubstanz wünschte die Gemeinde einen Wiederaufbau der Kirche. Aber weder von der Landeskirche noch seitens der Stadt Kassel war ein Wiederaufbau am ursprünglichen Standort vorgesehen. Stattdessen wurde ein Neubau auf dem Luisenplatz oder dem Gelände der Stadtkaserne (zwischen Luisenstraße, Westendstraße und Westerburgstraße) erwogen. Der für den Wiederaufbau der Martinskirche in Kassel konsultierte Münchner Architekt und Kirchenbaumeister Gustav Gsaenger erfuhr von dem Schicksal der Ruine der Kreuzkirche und setzte sich für den Erhalt ein. Im Jahr 1955 wurde ein Wettbewerb zum Neubau der Kirche am historischen Standort ausgeschrieben, aber keiner der eingereichten Entwürfe gefiel. Schließlich wurde dann doch Gsaenger nach Zustimmung durch das Landeskirchenamt und den Kirchenvorstand beauftragt, einen Neubau zu entwerfen.

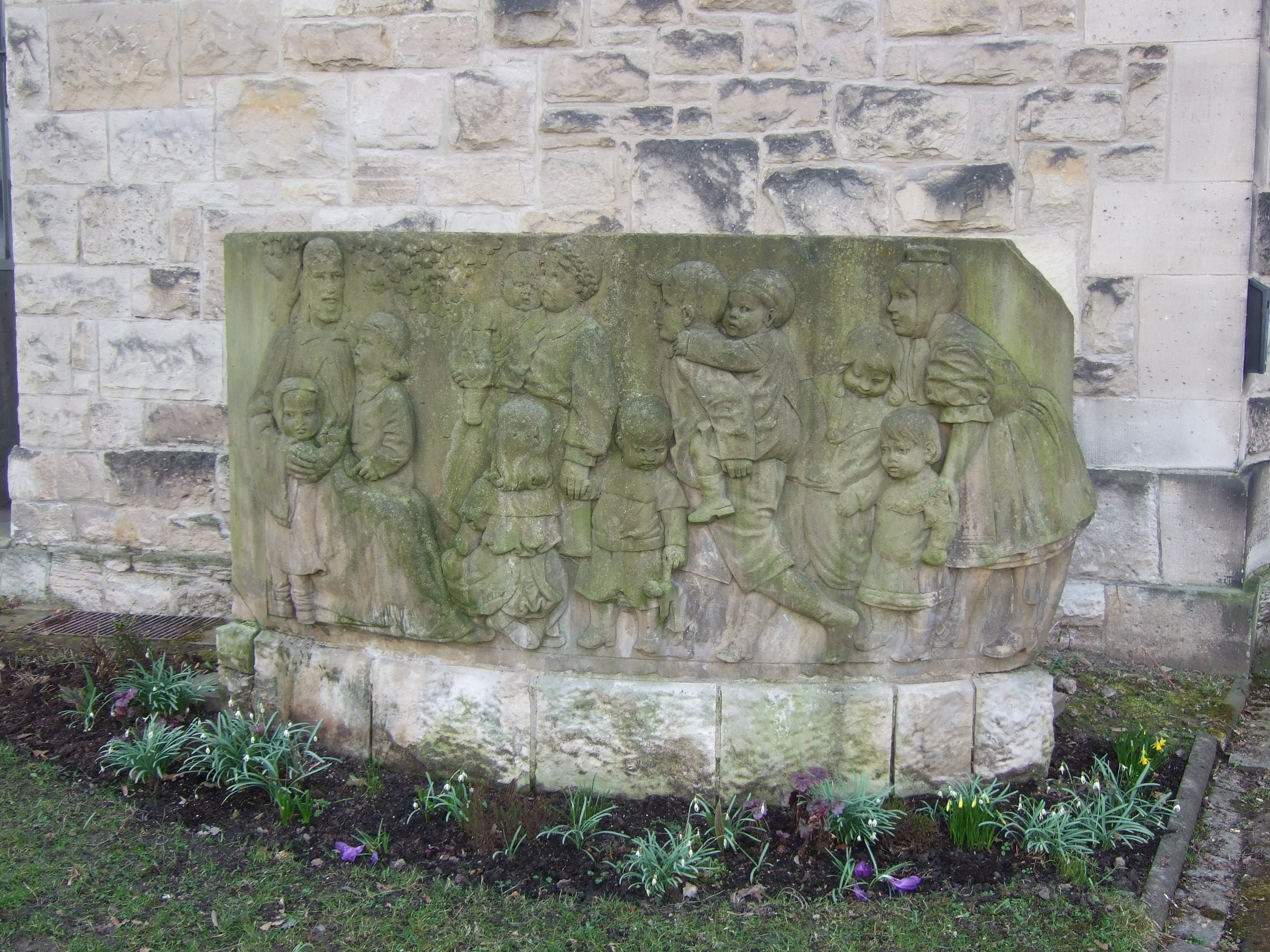
Relief der alten Kreuzkirche

Die Bauarbeiten begannen im Januar 1957 und bereits am 22. Oktober konnte Richtfest gefeiert werden. Gleichzeitig wurde das Pfarrhaus gebaut. Am 22. Februar 1959 konnte der Gemeindesaal seiner Bestimmung übergeben werden. Der Kirchturm wurde dann in den Jahren 1961–1964 errichtet. Von der alten Kreuzkirche ist heute nur noch ein Sandsteinrelief erhalten, das sich ursprünglich an deren Südseite befand und eine Szene zeigt, in der Jesus Kinder segnet. Heute steht es links vom Haupteingang der neuen Kirche. Rechts befindet sich eine Frau in Schwälmer Tracht.
Mit dem markanten Turm der Kreuzkirche schuf Gsaenger eine Bauform, die sich in mehreren seiner späteren Kirchenbauten wiederfindet. Der 55 Meter hohe Glockenturm mit quadratischem Grundriss, der sich im Osten der Kreuzkirche an der Luisenstraße befindet, ist in Kassels Stadtsilhouette unübersehbar.
Neben dem Gottesdienst und kirchliche Veranstaltungen wird die Kreuzkirche häufig für Konzerte genutzt. Besonders zu erwähnen ist die Konzertreihe „Weltmusik in der Kreuzkirche“, die seit 2003 jeweils von September bis Mai durchgeführt wird.
Zwischen 2006 und 2013 beherbergte die Kreuzkirche die Jugendkulturkirche Kassel, die nun in der Lutherkirche beheimatet ist.

## Architektur
Beim Neubau der Kreuzkirche, der nach Plänen von Architekt Gustav Gsaenger am historischen Standort erfolgte, wurden die Fundamente der kriegszerstörten alten Kirche wiederverwendet. Die runde Form des Neubaus war damit vorgegeben. Beim Wiederaufbau wurde für die Außenmauern alte Werksteine überarbeitet sowie durch Trümmersteine ergänzt. Das Dach wurde wie beim Vorgängerbau als mächtige Kuppel ausgebildet und mit Kupferblech gedeckt.
Der Turmsockel des Kirchturms wurde zeitgleich mit dem Rundbau errichtet. Ein verbindendes Seitenteil zwischen Turm und Kirchenbau wurde als Stahlbetonkonstruktion ausgeführt. Der Aufbau der weiteren Turmgeschosse erfolgte in der späteren Bauphase in den 1960er Jahren. Das Erdgeschoss und die Eckquader des Turms zeigen Naturstein, während die restlichen Fassadenflächen verputzt und hell gestrichen sind. Die vier Fassadenseiten des im Querschnitt quadratischen Turms sind durch unterschiedlich große, längsrechteckige Fenster und die an jeder der vier Turmseiten jeweils angeordnete Turmuhr sowie durch die langgestreckten Lamellenabdeckungen der Schallöffnungen gegliedert. Die vier Turmuhren haben jeweils ein auffälliges, rotbraunes Zifferblatt, das mit goldenen Ziffern und Zeigern versehen ist. Die Glocken befinden sich hinter den an zwei gegenüberliegenden Turmseiten angeordneten hölzernen Lamellenabdeckungen. Der Turm wird oben mit einer überhöhten Balustrade und einem dahinter ansetzenden, niedrigen Kupferblech-Kegelhelm abgeschlossen. Architekt Gsaenger „zitiert[e dabei] in frei abgewandelter Form die typisch niederhessische Dachform der Gotik“. Die Ausrichtung und Höhe des Turms werden charakterisiert durch das zweiseitig von den abgedeckten Schallöffnungen durchbrochene Oberteil, dessen Spitze eine Wetterfahne trägt.

## Orgel

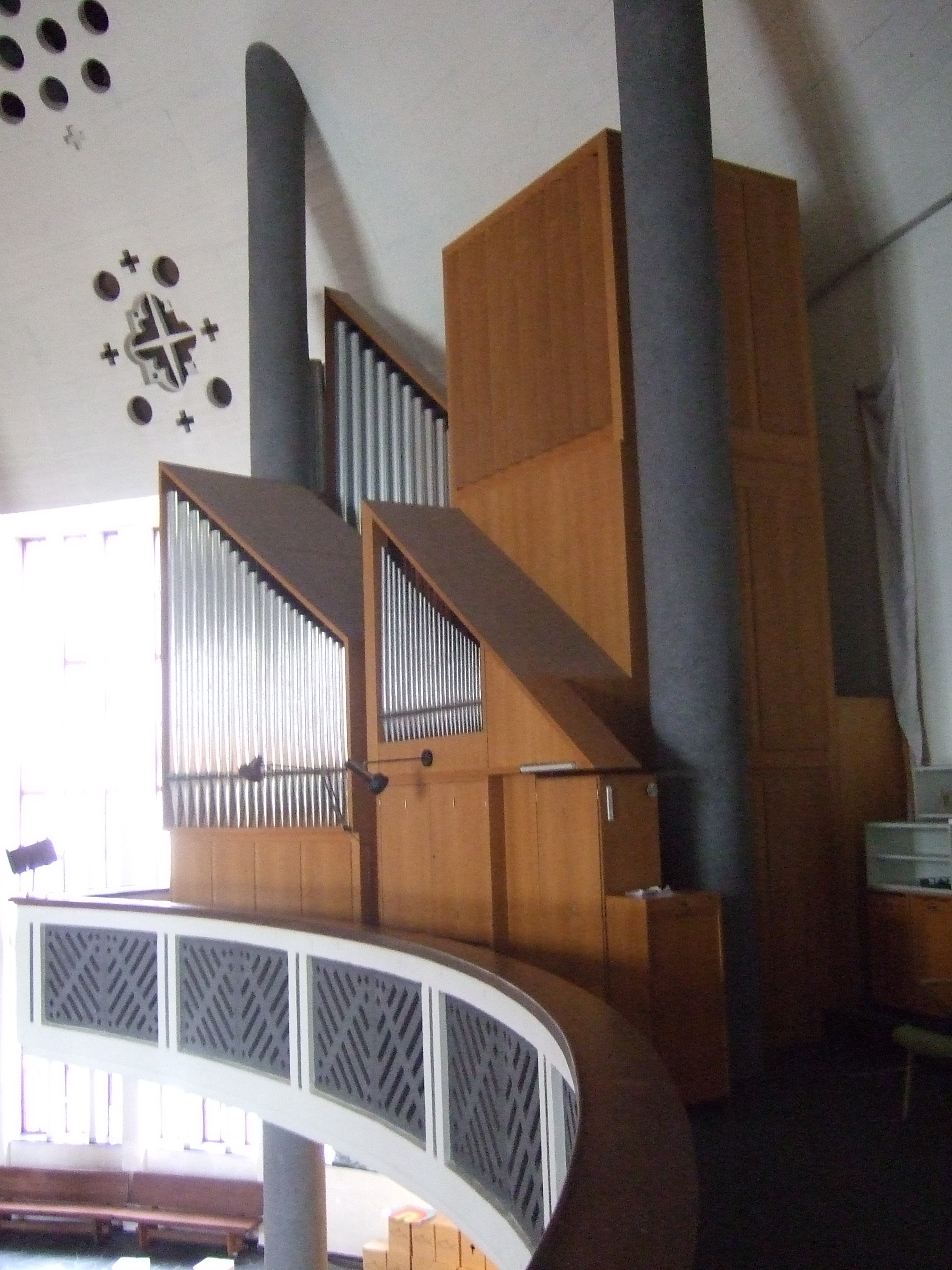
Bosch-Orgel von 1962

Die Orgelbauwerkstatt Werner Bosch baute im Jahr 1962 die Orgel als Opus 275. Das Instrument verfügt über 32 Register, die sich auf drei Manuale und Pedal verteilen. Die Disposition lautet wie folgt:
| I Hauptwerk C–g3 |       |
| Quintade         | 16′   |
| Prinzipal        | 8′    |
| Hohlflöte        | 8′    |
| Holzoktave       | 4′    |
| Rohrflöte        | 4′    |
| Oktave           | 2′    |
| Sesquialter II   | 2 ⁄3′ |
| Mixtur IV        | 1 ⁄3′ |
| Trompete         | 8′    |

| II Positiv C–g3 |          |
| Gedackt         | 8′       |
| Gemshorn        | 4′       |
| Prinzipal       | 2′       |
| Sifflöte        | 1′       |
| Rauschquinte II | 2 ⁄3′+2′ |
| Terzzimbel III  | 2⁄3′     |
| Krummhorn       | 8′       |
| Tremolant       |          |

| III Schwellwerk C–g3 |       |
| Spitzflöte           | 8′    |
| Quintade             | 8′    |
| Prinzipal            | 4′    |
| Nachthorn            | 4′    |
| Blockflöte           | 2′    |
| Quinte               | 1 ⁄3′ |
| Scharff IV           | 1′    |
| Rohrschalmei         | 8′    |
| Tremolant            |       |

| Pedal C–f1 |     |
| Prinzipal  | 16′ |
| Subbass    | 16′ |
| Oktave     | 8′  |
| Gedackt    | 8′  |
| Spitzflöte | 4′  |
| Nachthorn  | 2′  |
| Scharf V   | 4′  |
| Trompete   | 8′  |

- Koppeln: II/I, III/I, I/P, III/P

## Altarbilder

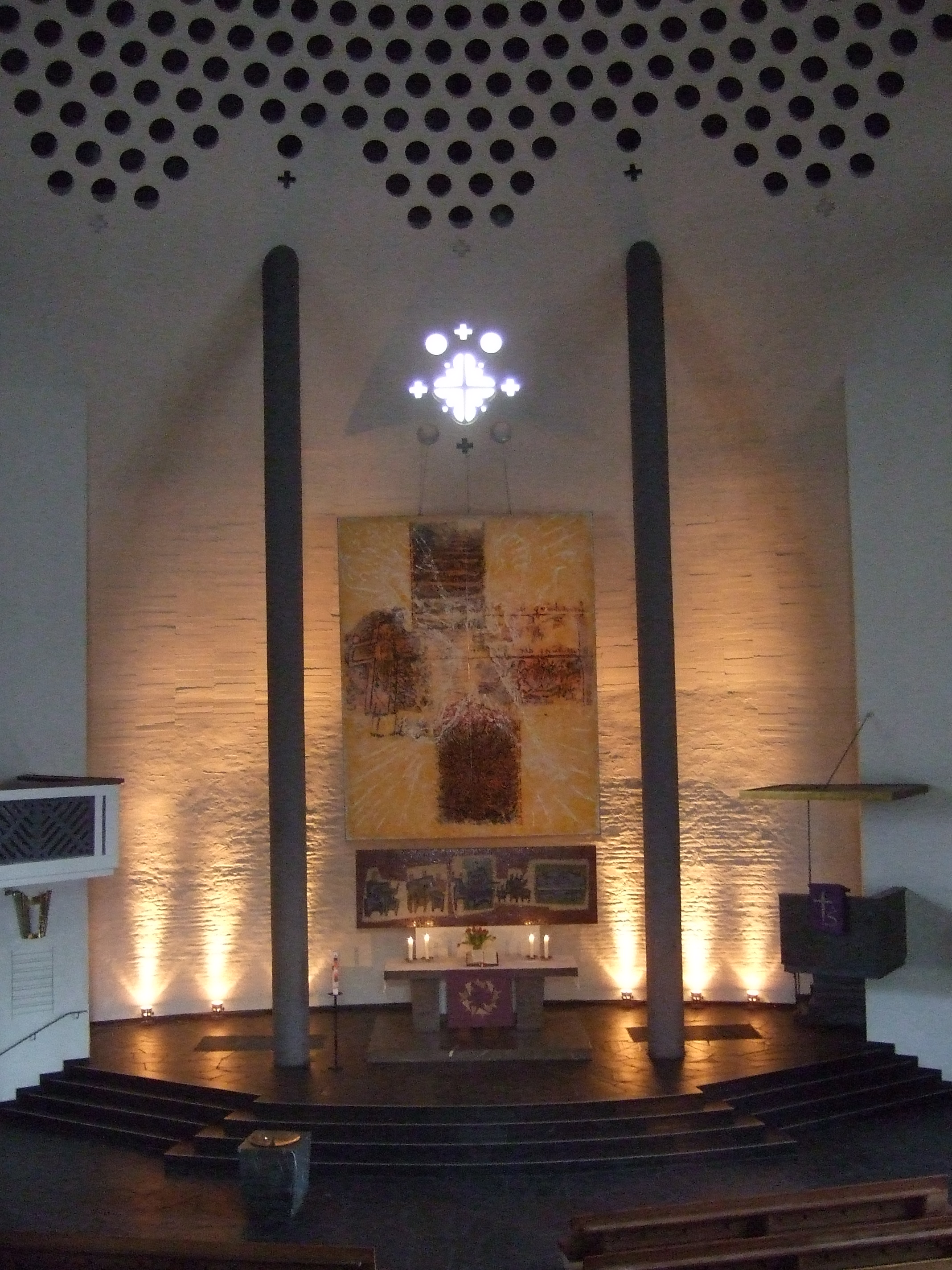
Altarraum der Kreuzkirche (2015) mit Altarbildern; manche der beschriebenen Einzelheiten sind schwer zu erkennen

Die Kreuzkirche hatte in ihrer Geschichte bislang vier Altarbilder. Das erste Bild von 1906 füllte die gesamte Altarwand. Mit funkelnden Mosaiksteinen wurde die „Wundergeschichte von der Auferweckung des Jüngling von Naïn“ (Lukasevangelium 7,11–17) dargestellt.
Das heutige Altarbild ist eine große Kreuzdarstellung des brasilianischen Künstlers José de Quadros. Das Bild trägt den Titel „Der Bote: Die Erscheinung des Göttlichen im Irdischen“ und wurde 2001 eingeweiht. Dominiert wird das Bild von einem gebrochenen, krummen Kreuz. Im horizontalen Balken des Kreuzes sind Motive der alten Kreuzkirche abgebildet. Links ist das Kreuzrelief mit Christuskopf und Dornenkrone zu erkennen, welches sich an der Außenwand des Altarraums von 1906 befand, rechts die Nachzeichnung des Wandmosaiks, das sich hinter dem Altar der zerstörten Kreuzkirche befand. Der Künstler möchte damit links den irdischen Tod des Jesus von Nazareth und rechts die göttliche Kraft, welche aus dem Tod in das Leben führt darstellen. Der vertikale Balken des Kreuzes soll an die alttestamentlich-jüdische Tradition des Christentums erinnern. Unten ist die Geschichte von Moses vor dem brennenden Dornenbusch (2. Moses 3,1–16) dargestellt. Rechts senkrecht am Rand des brennenden Dornbuschs wird in hebräischen Buchstaben der Satz 2. Mose 3,2b zitiert: „Und er sah, dass der Busch im Feuer brannte und doch nicht verzehrt wurde“. Diagonal zu diesem Text steht der hebräische Satz aus 1. Mose 28, 122 in dem es heißt: „Und siehe, eine Leiter stand auf der Erde, die rührte mit der Spitze an den Himmel.“ Über das gesamte Bild ist schemenhaft in weißer Farbe ein Engel abgebildet der einer Engeldarstellung aus der alten Kreuzkirche nachempfunden ist.
Unterhalb des großen Altarbildes befindet sich das Altarbild, das 1963 für die wiedererrichtete Kreuzkirche gestaltet wurde. Die gestreckte Mosaiktafel wurde von der Kasseler Künstlerin Christiane Wollenhaupt-Brenner entworfen und trägt den Titel „Das große Abendmahl“. Sie ist eine Folge von Bildern, die von links nach rechts zu lesen sind und die Gleichnisgeschichte Jesu vom großen Abendmahl (Lukas 14, 16–24) darstellt.
Ein weiteres Altarbild befindet sich an der südlichen Innenwand. Es ist ein buntes, mit kräftigen Farben gemaltes Bild mit dem Titel „Der alles umspannende Gottesengel“ und wurde von dem Künstler Werner Kraus geschaffen.

## Kirchengemeinde
Die Kirchengemeinde wurde im Jahr 1933 selbstständig, als die ursprüngliche Oberneustädter Gemeinde in die drei Gemeinden Kreuzkirche, Karlskirche und Südstadt aufgeteilt wurde. Bereits 1913 wurde aufgrund der Initiative von Pfarrer Neumeister der „Kinderhort des Westens“ gegründet. Zunächst befand er sich im Nordflügel der Städtischen Kaserne an der Westendstraße, wurde aber zum Beginn des Ersten Weltkriegs in die Baracke der Luisenschule und später dann in einen umgebauten Pferdestall einer ehemaligen Brauerei an der Wilhelmshöher Allee verlegt. Zunächst war der Kinderhort in der alleinigen Trägerschaft der Kirchengemeinde. Nach der Inflation erhielt er jedoch einen Zuschuss der Stadt Kassel. Der Kinderhort wurde 1944 zerstört. Heute ist die Kreuzkirchengemeinde, neben dem Stadtkirchenkreis, Träger einer 1969 gegründeten integrativen Kindertageseinrichtung. In der Grundschule Königstor betreibt die Kreuzkirchengemeinde seit 2011 einen dreigruppigen Ganztageshort für Grundschüler.
Im Jahr 1955 wurde der „Kasseler Motettenchor“ gegründet, der im Jahr 1960 bereits 80 Mitglieder hatte. Er ist heute bekannt als „Kantorei der Kreuzkirche Kassel“ und gibt regelmäßig Konzerte in der Kreuzkirche und außerhalb. Derzeitiger Chorleiter ist Jochen Faulhammer.